# 1990 YK
1990 YK är en asteroid i huvudbältet som upptäcktes den 19 december 1990 av de båda japanska astronomerna Seiji Ueda och Hiroshi Kaneda i Kushiro.